# バルキシメト
バルキシメト（Barquisimeto）は、ベネズエラ北西部にある都市で、ララ州の州政府所在地、自治体イリバレンに属し、同自治体の中心都市。人口89万5989人。カラカスの西方280kmに位置する。

## 交通
- パン・アメリカン・ハイウェイ、トランス・アンデス・ハイウェイが通じ、ハシント・ララ国際空港がある。

## 歴史
- 16世紀 　スペイン人により建設。
- 1812年 震災や独立戦争が発生、崩壊。

## 出身人物
- シーザー・イズトゥリス (野球選手)
- マイサー・イズトゥリス (野球選手)
- ラファエル・ドゥダメル（サッカー選手）
- グスターボ・ドゥダメル (指揮者)
- ジョシュ・バーフィールド (野球選手)
- ルイス・ヒメネス (野球選手)
- トマス・ペレス (野球選手)
- エンジェルベルト・ソト (野球選手)
- カルロス・カラスコ（野球選手）
- ギルダー・ロドリゲス (野球選手)
- カルロス・リベロ (野球選手)